# Kalkuttai Szent Teréz
Kalkuttai Szent Teréz, közismert nevén Teréz anya (születési neve albánul: Agnes Gonxha Bojaxhiu; arománul: Agnesa/Antigona Gongea Boiagi) (Szkopje, 1910. augusztus 26. – Kolkata, Nyugat-Bengál, 1997. szeptember 5.) albán származású római katolikus apáca, a Szeretet Misszionáriusai szerzetesrend alapítója, a Nobel-békedíj (1979) és számos magas kitüntetés tulajdonosa. Az indiai Kolkata szegénynegyedeiben végzett áldozatos munkájával az egész emberiség elismerését kivívta.

## Gyermekkora
Teréz anya Agnes Gonxha Bojaxhiu néven Üsküb (ma Szkopje) városában született, ami akkor az Oszmán Birodalom része volt. Édesapja, Nikollë Bojaxhiu (Nicola Boiagi) sikeres albán építési vállalkozó volt, édesanyja, Dranafile Bojaxhiu (Dranafile Boiagi) a háztartást vezette. Ágnesnek még két idősebb testvére volt. A szülők Prizrenből, Koszovó déli részéről költöztek Szkopjébe, és az albán többséggel ellentétben, a muszlim környezet dacára ‒ katolikus vallásúak voltak. Ágnes 9 éves volt, amikor édesapja váratlanul meghalt, ettől kezdve az anya kézimunka-üzletükből tartotta fenn magát és három gyermekét. E súlyos megpróbáltatás még jobban összeforrasztotta a családot. Az édesanya jelentős szerepet töltött be a Szent Szív egyházközségben, a szegények segítője és támogatója volt. Ágnes állami iskolába járt, de tagja lett a Mária Kongregációnak. Teréz anya emlékei szerint a mély hitből származó szeretet volt az, ami enyhített az apa elvesztésének fájdalmán, és segített összetartani a családot. Édesanyja tevékeny szerepet töltött be az egyházközség életében, mindig igyekezett segíteni a szegényeken, és gyermekeit is ebben a szellemben nevelte. Ágnes is tagja lett a Mária-kongregációnak. Ebben az időben az akkori Jugoszlávia területéről szlovén származású jezsuiták jártak a kolkatai főegyházmegyébe (Bengália), és lelkes levelekben számoltak be az ottani missziós tevékenységről a Szkopjében működő rendtársaiknak is.

## Szerzetessége

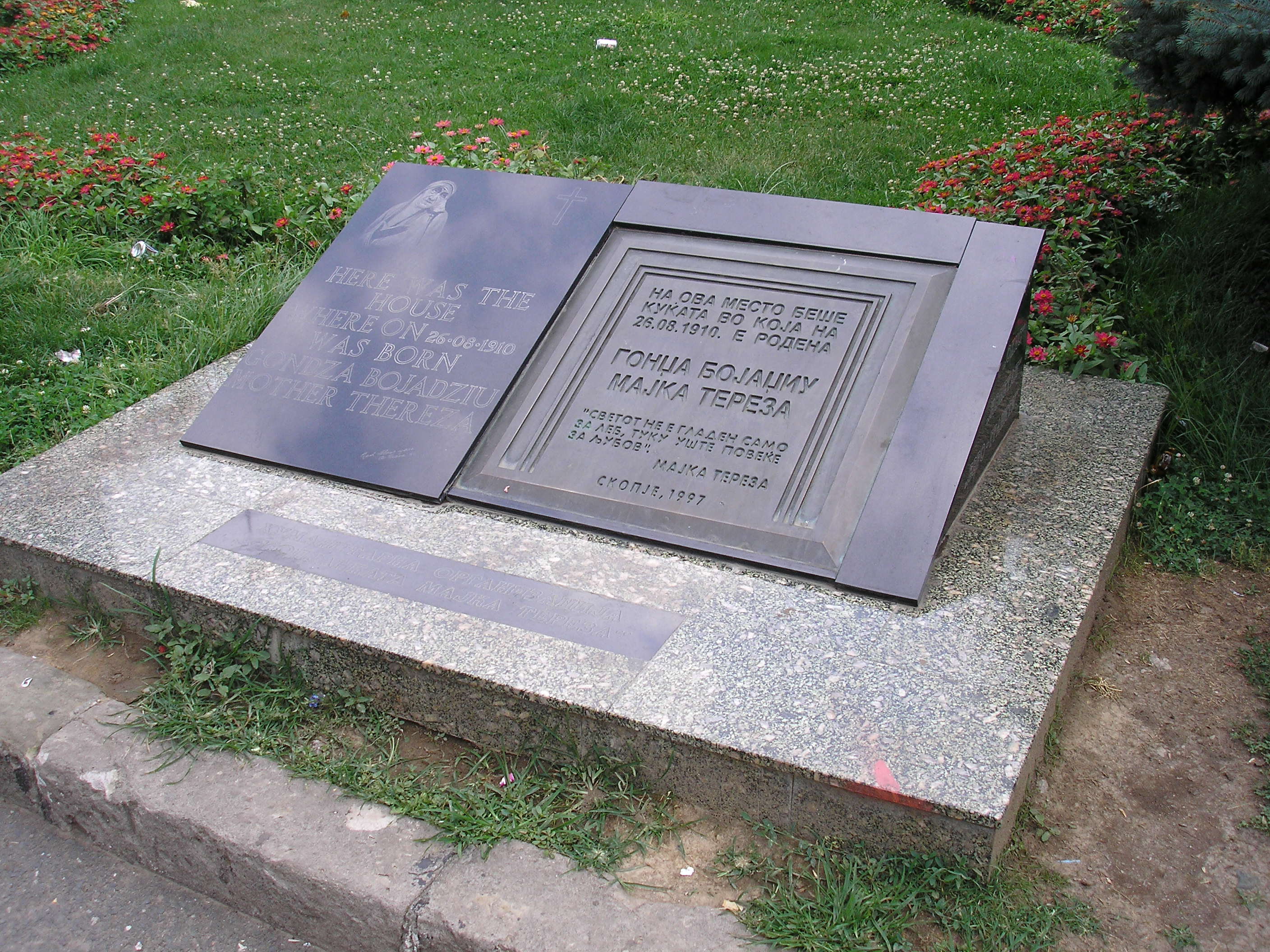
Teréz anya szülőházának helye

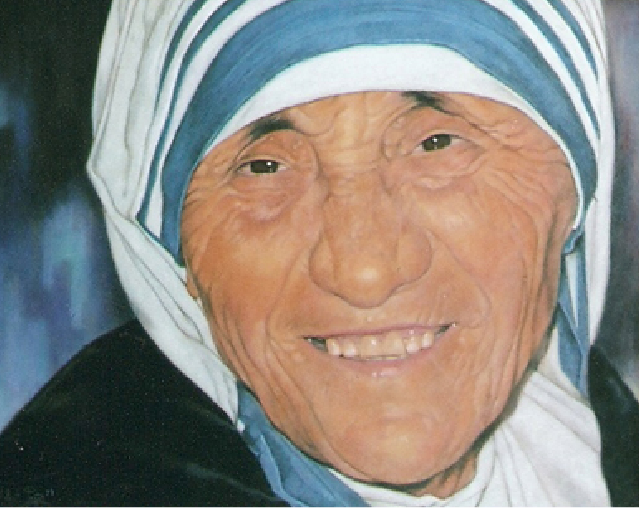
Teréz anya 1994-ben

A jugoszláv jezsuiták szolgálatot vállaltak a kolkatai egyházmegyében, ahonnan egyikük írásaiban beszámolt az ottani lehetőségekről. Ágnes (1928-ban) 18 éves korára elhatározta, hogy missziós nővér szeretne lenni Indiában, és jelentkezett az akkor ott szolgálatot teljesítő írországi Loreto nővérekhez (angolkisasszonyok rendjébe). Barátnőjével, Betikával együtt kérte felvételét a Loretói Miasszonyunk anyaházába, akik néhány hónap felkészítés után Indiába, Dardzsilingbe küldték. Szerzetesi fogadalmát itt tette le 1931. május 25-én, a Teréz nevet Lisieux-i Szent Teréz iránti tiszteletből választotta. 1930-tól 1948-ig földrajzot és hittant tanított a kolkatai Szent Mária szerzetesi iskolában, melynek 1944-től igazgatója lett.
1946. szeptember 10-én Darjeelingbe kellett utaznia lelkigyakorlatra. A vonaton a harmadosztályú kocsiban óriási volt a tömeg, és megdöbbenve tapasztalta azt a nyomort és szegénységet, amely az indiaiak többségének kijutott. Ekkor ébredt rá küldetésére, arra hogy nincs joga a kolostor békéjében, kényelmében éljen, miközben az emberek, akiket szolgálni jött, nyomorognak. Küldetést érzett arra, hogy elhagyja a kolostort, megossza sorsát a szenvedőkkel és Jézust követve a szegények között szolgáljon. 1948-ban Kolkata érsekén keresztül engedélyt kért XII. Pius pápától, hogy elhagyhassa a közösséget és független apácaként Kolkata nyomornegyedében dolgozhasson. Levetette szerzetesi öltözékét, fehér szárit öltött, és Patnába ment a missziós orvosnővérekhez, hogy megfelelő egészségügyi ápolónői kiképzést kapjon. Amerikai missziós nővéreknél egészségügyi kiképzésben részesült, majd hamarosan visszatért Kalkuttába, ahol a Szegények Kis Nővéreivel lakott, és engedélyt kért nyomortelepi iskolájának megnyitására. Nemsokára segítői is akadtak, és támogatást kapott az egyházi szervezetektől és a városi hatóságoktól is.

## A Szeretet Misszionáriusainak alapítása

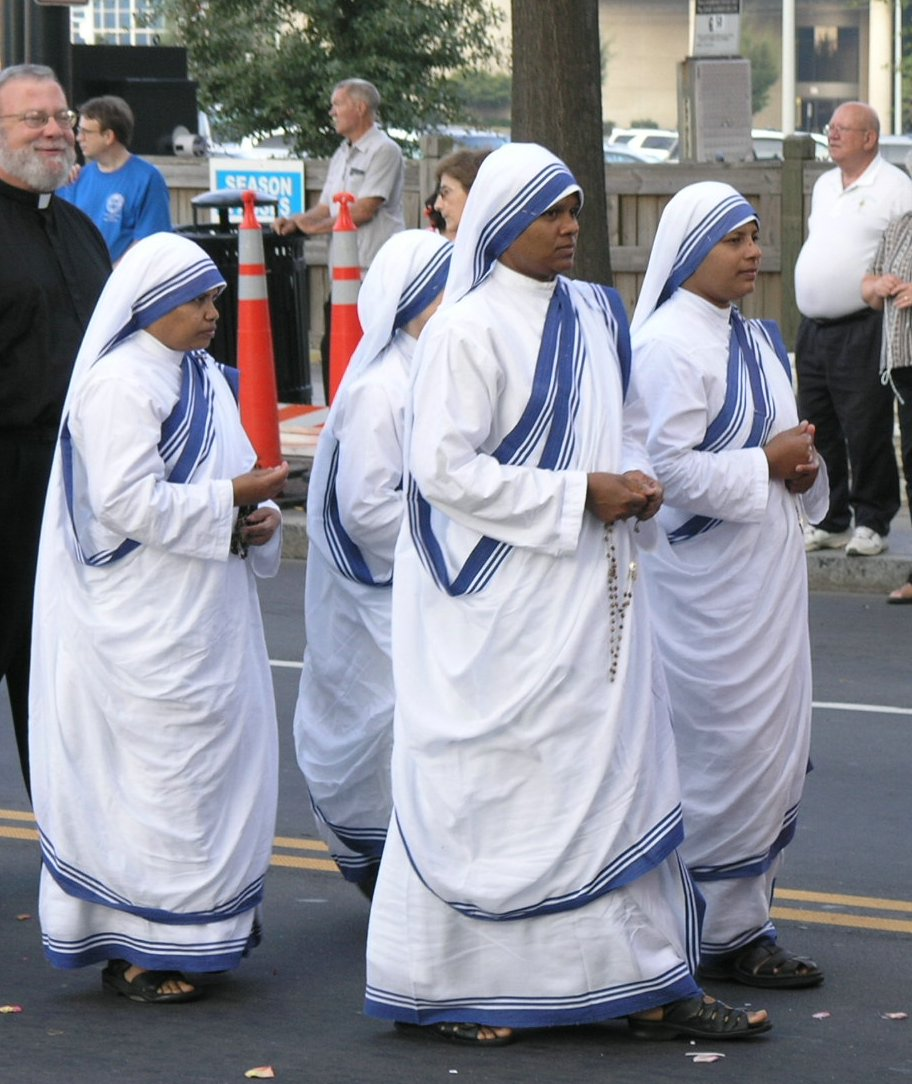
Teréz Anya Nővérei (Missionaries of Charity)

1950 októberében Teréz anya megkapta a pápai jóváhagyást az új szerzetesrend alapítására. Hitvallásuk: „Szerzetesek vagyunk. A nap huszonnégy órájában Jézus Krisztust szolgáljuk.” A Szeretet Misszionáriusai rend hivatása Teréz anya szavaival: „hogy segítse az éhes, ruhátlan, hajléktalan, béna, vak, leprás embereket, az olyanokat akik nemkívánatosak, szeretetlenek, kitaszítottak a társadalomból és mindenki elkerüli őket”. Az indiai kormány támogatásával egy elhagyott hindu templomot alakítottak át a szegény, magatehetetlen emberek otthonává. Nem sokkal később újabb otthonokat nyitottak a leprások és az árvák számára. A rend egyre több hívet és támogatót talált céljai számára, és az 1960-as években sorra nyitotta az otthonokat szerte Indiában. 1965-ben VI. Pál pápa engedélyezte, hogy a rend más országokra is kiterjessze tevékenységét. Létszámuk rohamos gyorsasággal növekedett, és új otthonok nyílottak szerte a világon. Az első Indián kívüli otthont Venezuelában nyitották, majd Róma, Tanzánia következett. Sorra nyíltak az otthonok Ázsiában, Afrikában, Európában, és megnyílt az első misszionárius ház az Egyesült Államokban, New Yorkban is.

## Nemzetközi elismerések

Ronald Reagan amerikai elnök átnyújtja a Szabadság Érdemérmet Teréz anyának (1985)

1962-ben megkapja a Padma Shri (Pompás lótusz) díjat India elnökétől, és a Nemzetközi megértés díját a Fülöp-szigetek kormányától. Az 1970-es évek elejére Teréz anya és rendje már nagy nemzetközi ismertségnek örvendett. A nagy elismerések sorát az 1971-ben VI. Pál pápa által adományozott XIII. János pápa békedíj nyitotta meg. Még ebben az évben Kennedy-díjat, 1972-ben Nehru-díjat, 1975-ben Albert Schweitzer-díjat, 1985-ben Szabadság Érdemérmet, 1995-ben Kongresszusi aranyérmet kapott Teréz anya. 1996-ban megkapta az Egyesült Államok tiszteletbeli állampolgárságát. 1979-ben Teréz anyának ítélték oda a Nobel-békedíjat. Amikor átvette a díjat, megkérdezte: „Hogyan segíthetjük elő a világbékét?” Nagyon egyszerűen válaszolt: „Menjünk haza és szeressük a családunkat.” Az ünnepi banketten való részvételt lemondta, és a kapott 6000 dollárt Kolkata szegényeinek juttatta el. A Szeretet Misszionáriusainak kolkatai házát 1986. február 3-án II. János Pál pápa is meglátogatta. Teréz anya ezt a napot élete legboldogabb napjának nevezte.

## Időskora és halála
1983-ban Teréz anya II. János Pál pápánál tett látogatása során szívrohamot kapott. 1989-ben a második szívroham után már pacemakerrel élt. 1991-ben Mexikóban tüdőgyulladást kapott és súlyosbodtak a szívproblémái. 1991-ben hosszú idő után először tért vissza hazájába, Albániába, és megnyitotta a rend ottani házát. Felajánlotta lemondását a rend vezetéséről, de apácái ösztönzésére mégis maradt a rend élén. 1997-ben előbb csonttörést szenvedett, majd maláriát kapott, melynek következtében súlyos szívkárosodást szenvedett. Szívműtétnek vetette magát alá, de egészsége végképp megrendült.
1997. március 31-én leköszönt a rend vezetéséről és tíz nappal 87. születésnapja után, 1997. szeptember 5-én elhunyt.
Halálakor a rend a világ 123 országában 610 missziót működtetett, ahol több mint 4000 apáca és több mint 100 000 önkéntes ápoló dolgozott.
Bár India nem keresztény ország, a kormány mégis három napos nemzeti gyászt rendelt el, és állami temetést rendezett. Halálát az egész világ az emberiség nagy veszteségeként értékelte.

## Boldoggá avatása

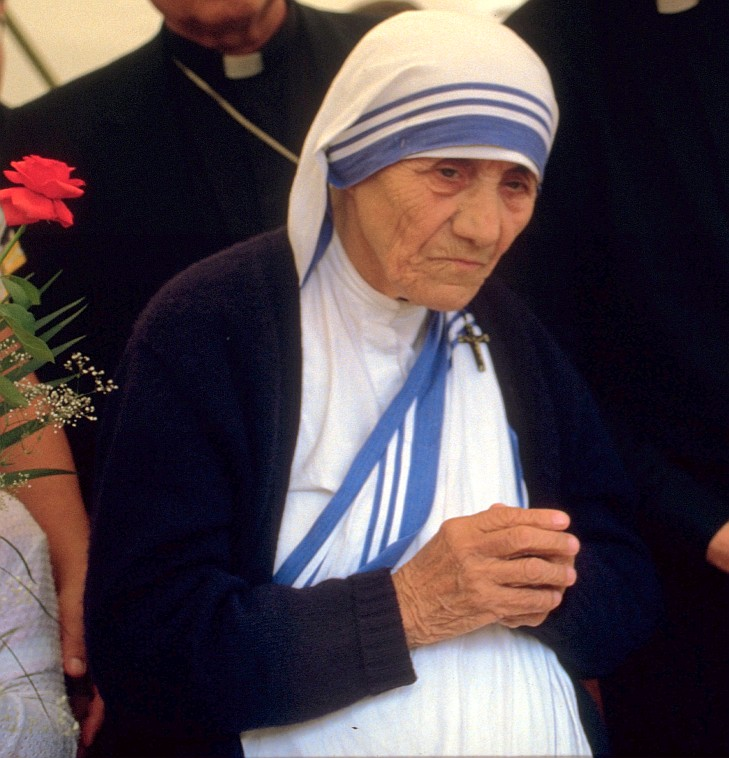
Teréz anya 1986-ban

Az Apostoli Szentszék Teréz anya halálát követően a szokásos öt év helyett egy évvel elindította a boldoggá avatási eljárást, amely az első lépés a szentté avatás felé. Az avatás feltétele, hogy olyan csodák nyerjenek bizonyítást, melyek Teréz anya közbenjárására történtek.
2002-ben a Vatikán csodának nyilvánította Monica Besra gyógyulását, akinek hasi daganatát elmulasztotta egy medaillon, melyben Teréz anya képe volt. Besra szerint egy fénysugár jött a képből, mely meggyógyította a rákos daganatot. Kezelőorvosai és kezdetben Besra férje szerint az orvosi kezeléstől múlt el a daganat. Dr. Ranjan Mustafi, aki kezelte Besrát azt mondta, hogy nem rákos daganat volt, hanem egy tuberkulózis okozta ciszta. Szerinte: „Ez nem volt csoda.... körülbelül kilenc vagy tíz hónapig gyógyszert szedett.” Besra férje szerint, „A feleségemet az orvosok gyógyították meg és nem valamiféle csoda.”
Besra orvosi iratai (ultrahang, felírt gyógyszerek, orvosi jegyzetek) bizonyíthatnák, hogy csoda volt-e vagy sem. Besra azt állította hogy az iratok Betta nővérnél vannak (Szeretet Misszionáriusai). Betta nővértől „no comment” válasz érkezett. A Balurghat Hospital hivatalnokai szerint, ahol Besrát kezelték, a katolikus rend nyomást gyakorolt rájuk, hogy a gyógyulást csodaként kezeljék.
Teréz anyát II. János Pál pápa a missziós világnapon, 2003. október 19-én Rómában csaknem negyedmillió zarándok jelenlétében boldoggá avatta. Az eseményen 27 ország képviseltette magát kormányszinten, de megjelentek a nagy világvallások, a misszionáriusok és a szegények képviselői is, akikért Teréz anya életében annyit tett. A szentté avatáshoz szükség volt még egy csodára.

## Szentté avatása
Az élet himnusza

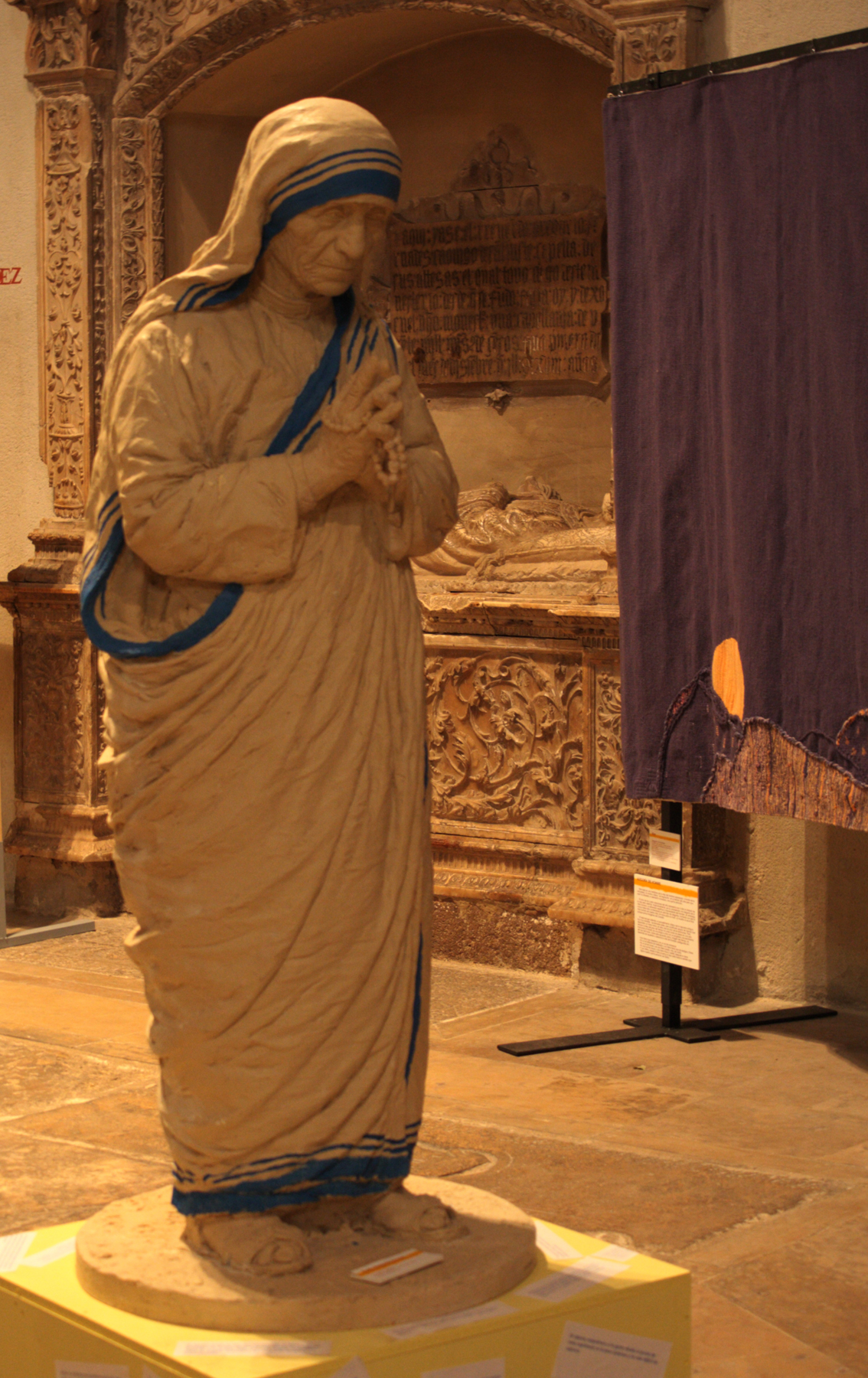
Teréz anya imádkozó szobra Alcalá de Henaresben

Az élet egyetlen - ezért vedd komolyan!

Az élet szép - csodáld meg!

Az élet boldogság - ízleld!

Az élet álom - tedd valósággá!

Az élet kihívás - fogadd el!

Az élet kötelesség - teljesítsd!

Az élet játék - játszd!

Az élet vagyon - használd fel!

Az élet szeretet - add át magad!

Az élet titok - fejtsd meg!

Az élet ígéret - teljesítsd!

Az élet szomorúság - győzd le!

Az élet dal - énekeld!

Az élet küzdelem - harcold meg!

Az élet kaland - vállald!

Az élet jutalom - érdemeld ki!

Az élet élet - éljed!
Az újabb csoda egy 35 éves brazil mérnök tudományosan nem megmagyarázható gyógyulása volt 2008. december 9-én. A férfi betegsége előtt nem sokkal nősült. 2008 első hónapjaiban kezdődött a kálváriája: az év végére nyolc agytályogot diagnosztizáltak nála. A kórházi kezelés hatástalan volt, az eredményei az agyvíz termelődése miatt egyre rosszabbak lettek, állapota véglegesen leromlott. A diagnózis ez volt: többszörös agytályog, elzáródás következtében kialakult hidrokefalusszal. Korábban végeztek már rajta veseátültetést, immunrendszert gyengítő szereket kapott. Kritikus állapotba került, minden valószínűség szerint meghalt volna a hatástalan kezelés után műtét nélkül.
December 9-én vitték a műtőbe: ekkor már kómában volt. Technikai okok miatt azonban a műtétet nem kezdték el. Amikor a sebészorvos fél óra múltán visszatért a műtőbe, meglepődve tapasztalta, hogy a páciens ébren van, ül, tünetmentes, teljesen a tudatánál van, és azt kérdezi tőle: „Mit keresek én itt?” Az orvos így vallott az esetről: „Soha nem láttam ehhez hasonlót, tizenhét éves praxisom során a hasonló esetekben mind meghaltak a betegek. Nem tudok tudományos, orvosi magyarázatot adni rá.” A vizsgálatok megerősítették, hogy a betegség rövid idő alatt elmúlt, minden következmény nélkül. A gyógyult férfi újra munkába állt, és folytatta korábbi életét. 2014. december 10-én mondta ki egyhangúlag az orvosi bizottság, hogy a gyógyulás tudományosan nem megmagyarázható.
A tanúvallomások bizonyítják, hogy számos imádságban fordultak a beteg gyógyulásáért Teréz anyához, különösen műtétje tervezett napján. Felesége – amikor látta, férje állapota milyen súlyos – azt kérte ismerőseitől, imádkozzanak az általa annyira tisztelt boldoghoz: „Mondjátok meg Teréz anyának, hogy gyógyítsa meg!” A műtőben való várakozás félórányi idejében éppen egy pappal és családtagokkal fohászkodtak Teréz anya közbenjárásáért a kórházi kápolnában. A teológusokból álló bizottság álláspontja is egyöntetű volt: ők arról nyilatkoztak, hogy egyértelmű ok-okozati kapcsolat van Teréz anya segítségül hívása és a hirtelen gyógyulás között. 2015. december 15-én nyilvánított véleményt a Szentek Ügyeinek Kongregációja püspöki és bíborosi bizottsága: ők is egyöntetűen pozitív véleményt fogalmaztak meg.
Ferenc pápa 2015. december 17-én engedélyezte a szentté avatási dekrétum kihirdetését, 2016. március 15-én pedig bejelentette, hogy 2016. szeptember 4-én szentté avatják Teréz anyát. Szeptember 4-én, vasárnap ünnepi szentmise keretében történt meg a szentté avatás.

## Kritika
A legátfogóbb, jelentős kutatással és dokumentumokkal ellátott kritikai gyűjteményt Dr. Aroup Chatterjee, egy indiai (kalkuttai) születésű brit orvos készítette, aki rövid ideig még dolgozott is a Teréz által üzemeltetett otthonban; a kutatásain alapult a brit Channel 4 által 1994-ben készített „Hell's Angel” (Pokol angyala) című dokumentumfilmje, illetve az egyik készítő, Christopher Hitchens által 1995-ben kiadott „The Missionary Position: Mother Teresa in Theory and Practice” című könyve, illetve Chatterjee a pénzügyekre és gyakorlatra vonatkozó anyagait a 2003-ban megjelent „The Final Verdict” (A végső ítélet) című könyvében foglalta össze.
A vádak között szerepel az, hogy politikai kötődései miatt számos emberi jogilag megkérdőjelezhető döntést támogatott; szélsőjobboldali személyekkel tartott kapcsolatot, gyakran pénzügyi érdekből; hogy közreműködött nagy összegű sikkasztásokban; hogy haldoklókat keresztelt vagy kereszteltetett meg azok jóváhagyása nélkül; hogy a szegényekre vonatkozó jótékonysági tevékenysége a valóságban nagyon kevés számú (pár száz) embert érintett és hogy az erre felvett pénzeket térítési tevékenységekre fordították; hogy támogatásokat hinduknak gyakran csak akkor adtak ha azok megkeresztelkedtek.
Szintén kutatásokra alapozva mások hasonló kritikákat fogalmaztak meg, illetve ezeken túl felmerült, hogy az egészségügyi ellátás, melyet nyújtottak nemcsak gondatlan, de gyakran egyértelműen elhanyagolt vagy akár kártékony is volt és hogy számtalan esetben könnyen gyógyítható betegségekben hunytak el betegeik, vagy akár amúgy egészséges ápoltjaik; hogy intézményeikben vallási indokok alapján nem alkalmaztak semmiféle fájdalomcsillapítást, illetve a szenvedő betegeket ágyhoz kötözték fájdalomcsillapítás helyett; hogy semmiféle esetben nem támogatta a terhességmegszakítást (beleértve a nemi erőszakot).

### Adományok felhasználása
A Stern német magazin szerint 1991-ben a Szeretet Misszionáriusai által kapott adományoknak csak 7%-át használták fel jótékonysági célra.

### Haldoklók megkeresztelése
Teréz anya bátorította rendje tagjait, hogy kereszteljék meg a betegeket vallásukra való tekintet nélkül. Egy Scripps klinikai beszédében 1992 januárjában ezt mondta: „Ez valami gyönyörű... senki sem hunyt el anélkül, hogy meg ne kapta volna a különleges belépőjét Szent Péterhez. A keresztelőt szoktuk úgy emlegetni, hogy az belépő Szent Péterhez. Megkérdezzük a személyt, hogy akar-e áldást kapni, mely által bocsánatot nyernek bűnei. Soha nem utasították el. 29 000-en hunytak el egyetlen otthonban (Kalighat) akkortól kezdve, amikor elkezdük a munkát 1952-ben.”
Bírálók szerint a betegeknek nem volt elég információjuk, hogy megértsék egy keresztény keresztelő vallási jelentőségét, és hogy felelősen dönthessenek, vajon meg akarnak-e keresztelkedni.

## Magyarul megjelent művei
- Desmond Doig: Teréz anya népe és munkája / Istenért – kalkuttai Teréz anya. Elmélkedések; összeáll. Malcolm Muggeridge, ford. Görgey-Jolsvay Edit; Szt. István Társaság, Bp., 1983
- Roger Testvér–Teréz Anya: Keresztút; ford. Vasváry Krisztina; OMC, Bécs, 1986
- Roger Testvér–Teréz Anya: Mária, a kiengesztelődés anyja; ford. Vasváry Krisztina; OMC, Bécs, 1988
- Áldás és ima. Teréz anya üzenetei az év minden napjára; összeáll. Angelo Devananda Scolozzi, ford., előszó Parcz Ferenc; Új Mandátum, Bp., 1994 (Emberhalász könyvek)
- Az egyszerű ösvény; összeáll. Lucinda Vardey, ford. Dalnoki Nóra, Frank Zsófia; Szt. Gellért, Szeged, 1996
- Teréz anya breviáriuma. Teréz anya gondolatai, útmutatásai az esztendő minden napjára; összeáll. Angelo Devananda Scolozzi, ford. Parcz Ferenc; jav. kiad.; Szt. Gellért, Bp., 1997
  - (Áldás és ima. Teréz anya üzenetei az év minden napjára címen is)
- Roger Testvér–Teréz Anya: Az imádság mint üdítő forrás; ford. Merza Edit, Stirbicz Marietta, Thorday Attila; Agapé, Szeged, 2001
- Imádkozzunk Teréz anyával; összeáll., szerk. Komáromi Borbála, ford. Kalacsi János, Szabó Judit; Agapé, Novi Sad, 2002
- Szemelvények Teréz Anya legszebb gondolataiból; vál. Andrási Zoltán; Ecclesia, Bp., 2002
- A rózsafüzér Teréz anya gondolataival; ford. Rezsőfi Judit; Új Ember, Bp., 2003
- Roger Testvér–Teréz Anya: Az imádság mint üdítő forrás; ford. Merza Edit, Stirbicz Marietta, Thorday Attila; 2. jav. kiad.; Agapé, Szeged, 2007
- Jöjj, légy a világosságom! "Kalkutta szentjének" személyes írásai; szerk., jegyz. Brian Kolodiejchuk, ford. Lukács József, Lukács László; Vigilia, Bp., 2008
- "Jézus az én mindenem mindenben". Boldog Kalkuttai Teréz anya kilencede; szerk., előszó Brian Kolodiejchuk, ford. Domokos Mónika Tünde; Új Ember, Bp., 2010
- Az élet himnusza; összeáll. Gál Klára; Gál, Szolnok, 2011
- Teréz anya. Imafüzet; Szt. Maximilian, Bp., 2012
- Teréz anya gondolatai. Bölcsességek az év minden napjára. Válogatott gondolatok és imádságok; összeáll. Marcello Stanzione, ford. Szeles Ágnes; Lazi, Szeged, 2015
- Ahol szeretet van, ott az Isten. Út a szorosabb egységre Istennel és a nagyobb szeretetre az emberek iránt; szerk., összeáll. Brian Kolodiejchuk, ford. Lukács József; Vigilia, Bp., 2015
- Kalkuttai Szent Teréz anya bölcsességei; összeáll. Carol Kelly-Gangi, ford. Antalóczi Lajos; Lazi, Szeged, 2016
- Az irgalom útján. Az irgalmas szeretet imakönyve. Az irgalmasság szentéve és Teréz anya szentté avatása alkalmából; Laudetur, Szeged, 2016
- Minden az imával kezdődik. Teréz anya elmélkedései a lelki életről, vallási hovatartozástól függetlenül mindenkinek; összeáll. Anthony Stern, előszó Larry Dossey, ford. Todero Anna; Helikon, Bp., 2018

## Emlékezete

### Róla elnevezett helyek, intézmények
- Iskolák:
  - Kalkuttai Teréz Anya Katolikus Iskola, Florida, USA
  - Áldott Teréz Anya Iskola, Calgary, Kanada
  - École Mother Teresa School, Alberta, Kanada
  - Teréz Anya Katolikus Iskola, Alberta, Kanada
  - Teréz Anya Katolikus Iskola, Ontario, Kanada
  - Teréz Anya Iskola, Saskatchewan, Kanada
  - Teréz Anya Iskola, Harrison, Canberra, Ausztrália
  - Teréz Anya Katolikus Iskola, Nyugat-Ausztrália, Ausztrália
- Teréz anya repülőtér, Tirana, Albánia
- Budapest XII. kerületében róla nevezték el 2012 októberében Boldog Teréz anya térnek a Szent Márton-kegykápolna előtt (a Bürök, Kempelen és Ormódi utca kereszteződésénél) található, korábban névtelen teret.[12]
- Kalkuttai Szent Teréz Óvoda (Paks)[13]

### Idős betegek és haldoklók ellátása Kalkuttai Teréz anya szerint
3. A magánytól szenvedő „szomjának” enyhítése: A társas-társadalmi kapcsolat/szocializáció az élet végén, haldokláskor.

### Emléktáblák, szobrok
- 1986. május 27-én Budapesten járt;[14] amelynek emlékét a XII. kerületi Jézus Szíve templomban, valamint az V. kerületi Központi Szeminárium (Papnevelő Intézet) előterében elhelyezett emléktábla őrzi.
- 2014. szeptember 5-én, halálának évfordulóján avatták fel Budapest XII. kerületében, a róla elnevezett Boldog Teréz anya téren felállított szobrát, Mihály Gábor alkotását.[15]